# سارا الفاضل محمود
سارة الفاضل محمود عبد الكريم (15 نوفمبر 1933 - 6 فبراير 2008م)، سياسية سودانية وقيادية مرموقة بحزب الأمة القومي السوداني، وزوجة الصادق المهدي   رئيس حزب الأمة السوداني   ورئيس الوزراء في أخر حكومة ديمقراطية.
الميلاد: أمدرمان نوفمبر عام 1933م.

## المراحل الأكاديمية
- قبل المدرسي: روضة الراهبات- أمدرمان.
- الابتدائي: مدرسة الإمام عبد الرحمن بودنوباوي.
- المتوسط: مدرسة أم درمان الحكومية الوسطى.
- الثانوي العالي: مدرسة أم درمان الثانوية.
- الدراسات الجامعية: بكالريوس علم اجتماع جامعة western college for women بأكسفورد أوهايو، الولايات المتحدة الأمريكية-1961 م.

## الدراسات فوق الجامعية
- ماجستير في علم الأجناس من جامعة نيويورك، نيويورك، الولايات المتحدة الأمريكية، 1962م
- الدكتوراة الفخرية من جامعة الأحفاد للبنات في أبريل 2004م.

## العمل
- عضو مجلس إدارة الخطوط الجوية السودانية 1986- 1989م.
- عملت بالتدريس في مدرسة المهدي الثانوية لمدة خمسة شهور. 1962- 1963م.
- أثناء العطلات في فترة وجودها بأمريكا عملت في الأمم المتحدة- قسم الدراسات والبحوث الاجتماعية، كما عملت في الإجازات الصغيرة في مستشفيات معالجة الإدمان ومعاهد العناية بالكبار والمعاقين. (1958م- 1962م)

## العمل الاجتماعي
- بدأت نشاطها الاجتماعي والسياسي منذ الخمسينات ثم تواصل بعد عودتها للبلاد.
- عملت بجمعية نهضة المرأة في قسم محو الأمية الأبجدية والأمية الحرفية قبل سفرها لأمريكا. (1950- 1958)
- عملت سكرتيرة لجمعية الحفيد الثقافية التي كونها شباب أسرة المهدي برئاسة السيد الصادق لتكون ملتقى هادف للشباب من أسرة الإمام عبد الرحمن المهدي.
- عضو مؤسس لجمعية الخريجات السودانيات في 1963 م.
- أسست مع أخرى ات جمعية الصحوة النسوية الخيرية في فترة الديمقراطية الثالثة.
- عملت مع الأب فيلوثاوس وآخرين في جمعية مكافحة المخدرات.
- عضو مؤسس في مجلس الطفولة والتنمية العربية وعضو مجلس أمناء لفترتين في ثمانينات القرن العشرين.
- عضو ندوة العميد.
- عضو الجمعية العالمية الخيرية للنساء.
- عضو مجلس جامعة الأحفاد للبنات.
- عضو مجلس مؤسسي الجامعة الأهلية.
- عضو مجلس جامعة المليك.

## العمل السياسي
- عضو متعاون مع مجموعة العمل السري بحزب الأمة ضد نظام 17 نوفمبر 1958م بقيادة الفريق إبراهيم عبود.
- شاركت في جميع المظاهرات أيام ثورة أكتوبر 1964م.
- مثلت حزب الأمة مع آخرين في الجبهة القومية المتحدة عام 1964م.
- قامت وأخرى ات في ديسمبر 1964م بتكوين أول أمانة للمرأة في حزب سوداني تقيم مؤتمرها العام وتكتب دستورها وتصبح ذات طابع مؤسسي لا عمل موسمي كما جرت العادة قبل ذلك.
- قامت عام 1975م وأخرى ات بتكوين أول أمانة نسوية لهيئة شئون الأنصار وكانت والسيدة رقية عبد الله المهدي أعضاء في المجلس الاستشاري لهيئة شئون الأنصار.
- في فترة مايو أثناء غياب القيادات في السجون أو الهجرة كانت تقوم بالعمل التنسيقي والتواصلي بين القوة السياسية وأثناء عمل الجبهة الوطنية التي كانت تقود معارضة النظام المايوي، كانت تقوم بذات الدور بالنسبة للأحزاب المكونة للجبهة.
- أثناء فترة مايو تعرضت للسجن في فترتين مجموعهما سنتان قضتهما بسجن أمدرمان العمومي.
- حوكمت أمام محكمة عسكرية بعد إخفاق انتفاضة يوليو 1976 م وتعرضت لكثير من التعذيب الجسماني والنفسي. وكانت أول امرأة سودانية تقدم لمحاكمة عسكرية وثاني امرأة عربية تحاكم عسكريا بعد جميلة بوحيرد الجزائرية.
- بعد المصالحة رأى الحزب خروجها لإنجلترا لتقود العمل الخارجي للحزب. عادت بعد فترة لتشترك في العمل الحزبي.
- سافرت لإنجلترا مستصحبة السيدة رحمة عبد الله، في رحلة علاجية لإنجلترا في 1981م، وفي أثنائها أعلن النميري قوانين سبتمبر 1983م وسجن قيادات الأنصار وحزب الأمة وأفتى بتكفيرهم على أساس خطبة السيد الصادق المهدي المعارضة للقوانين في عيد الأضحى المبارك لعام 1403 هـ (18 سبتمبر 1983م).
- أنشأت مكتب المعارضة بلندن والذي قام بإصدار المنشورات واستفتاء علماء المسلمين حول الموقف الديني الصحيح من معارضة قوانين سبتمبر، واتصل بجميع منظمات حقوق الإنسان الإقليمية والعالمية، ولاحقت هي والفريق العامل بالمكتب من كوادر حزب الأمة النظام في كل المحافل الإسلامية وغيرها فاضحة أمر النظام ومفندة حججه، وأصبح مكتب لندن قبلة للمعارضة السودانية عامة في دول المهجر، كما كان يرسل المنشورات والكتيبات المعارضة لتوزع بالداخل في ظروف أمنية قاهرة مستغلا شبكة محكمة السرية من القنوات للتوزيع. قام المكتب بالإشراف على طباعة العديد من الكتب والمنشورات السياسية المعارضة والفكرية، وسميت هذه المطبوعات مكتبة شباب الأمة وسربت كلها إلى داخل البلاد.
- عادت بعد الانتفاضة وكرمها حزبها بانتخابها في مؤتمره العام سنة 1985 م عضوا في الأمانة الخماسية العامة أعلى المراكز القيادية في الحزب.
- تولت مهمة التنظيم في الحزب أثناء الديمقراطية الثالثة وفي الانتخابات كانت المسؤولة عن دوائر حزب الأمة في العاصمة.
- في انقلاب الإنقاذ كانت أول من دخل السجن في اليوم الأول للانقلاب، وسجنت ثلاثة مرات في عهد الإنقاذ، أما التحقيق والاستجواب بلا عدد ولا حدود.
- شاركت في المؤتمر الاستثنائي بالقاهرة في أغسطس 2000م وشرفت بتعيينها مساعد للرئيس بالشئون الخارجية في التنظيم الانتقالي (2000-2003م) وأوليت قيادة قطاع العلاقات الخارجية والذي عملت به حتى قيام المؤتمر العام السادس للحزب أبريل 2003م.
- ترأست لجنة الهيكل والدستور وهي إحدى لجان المؤتمر العام السادس في 2003م.
- شغلت بعد المؤتمر السادس منصب مساعد الرئيس لشؤون منظمات المجتمع المدني، وعضو مجلس الحكماء في حزب الأمة، وعضو مجلس التنسيق الأعلى، كما أنتخبت عضوا بالمكتب السياسي للحزب.

## المؤتمرات التي شاركت فيها
- ترأست الوفد المشارك في فعاليات مؤتمر أحزاب عدم الانحياز المنعقد في القاهرة عام 1986م.
- ترأست وفد الحزب المشارك في مؤتمر الأحزاب الحاكمة في طرابلس بليبيا عام 1987م.
- شاركت في مؤتمر المناطق التي تعاني من الحروب في أفريقيا المنعقد في زيمبابوي عام 1987م.
- شاركت في مؤتمر البيئة المنعقد في لندن عام 1988م.
- شاركت في مؤتمر المرأة العالمي في موسكو عام 1988م.
- شاركت في مؤتمر المرأة والسلام المنعقد في روما عام 1989م.
- قادت وفد السودان في مؤتمر السكان الذي أقامته الأمم المتحدة في تونس عام 1989م.
- شاركت في مؤتمر المرأة والسلام المنعقد في هولندا عام 1999م.
- ترأست وفد الحزب للتفاوض مع الحركة الشعبية في أبريل 2003م حيث أصدر الوفدان بيان كمبالا الذي حدد الأطر والأسس للتعاون بين الطرفين.
- في مايو 2003م سافرت لإريتريا لحضور ورشة عمل نظمها التجمع وأمريكا للسلام وما بعده، وفي أثناء وجودها والسيد صلاح إبراهيم في إريتريا استغلا السانحة لإنعاش العلاقات مع إريتريا في المجالات المختلفة.
- سافرت للقاهرة لتتويج مجهودات كمبالا وأسمرا بإعلان القاهرة التاريخي 24 يونيو 2003م
- اختيرت كعضو في وفد التفاوض مع الحركة الشعبية لتحرير السودان للوصول للإجماع الوطني في ديسمبر 2007م. ولعبت دورا أساسيا في تقريب وجهات النظر والدفع نحو اللقاء المثمر بين الحزبين.

## الهوايات والمناشط
- تلقت كورسات في الديكور وفي تنسيق الزهور في جامعة نبراسكا، أوماها، الولايات المتحدة 1959م.
- مهتمة بالبستنة.
- خبيرة في تصميم وصنع الأزياء والزينة التقليدية السودانية.
- خبيرة في التصميم الداخلي ومهتمة بالمعمار ومن أشهر تصاميمها القطية في منزلها والتي جمعت فيها بين الخبرة التقليدية والعصرية.

## الأسرة
تزوجت من السيد الصادق المهدي في 28 فبراير 1963م. ولها ثلاث بنات وولدين، وعدد من الأحفاد والحفيدات.

## الوفاة
توفيت في الساعة السابعة من مساء يوم الأربعاء الموافق 6 فبراير 2008م، وقد أحست بالألم أثناء اجتماع كانت تشارك فيه بين حزبها وبين الحركة الشعبية لتحرير السودان يهدف للوصول لإجماع حول القضايا الوطنية، حيث فاضت روحها الطاهرة إلى رحمة مولاها بعد خروجها من الاجتماع وحال وصولها للمستشفى.